# آشکارساز یونش شعله

تصویر شماتیک از یک آشکارساز یونیزاسیون شعله برای کروماتوگرافی گازی

آشکارساز یونش شعله (FID) یک ابزار علمی است که مواد مورد تجزیه در یک جریان گاز را اندازه‌گیری می‌کند. این ابزار اغلب در کروماتوگرافی گازی به عنوان آشکارساز (دتکتور) مورد استفاده قرار می‌گیرد. اندازه‌گیری یون بر واحد زمان، این ابزار را حساس به جرم می‌کند. همچنین این آشکارساز می‌تواند به‌طور مستقل در سامانه‌هایی مانند نظارت بر انتشار گازها و اندازه‌گیری میزان انتشار گازهای گلخانه‌ای موتورهای احتراق داخلی به صورت ثابت یا قابل حمل مورد استفاده قرار گیرد.

## تاریخچه
اولین آشکارساز یونش شعله به‌طور همزمان و مستقل در سال ۱۹۵۷ توسط مک‌ویلیام و دوار در صنایع شیمیایی امپریال استرالیا و نیوزلند (ICIANZ، به تاریخ اوریکا نگاه کنید) در ملبورن استرالیا و همچنین توسط هارلی و پرتوریوس در دانشگاه پرتوریا در پرتوریای آفریقای جنوبی ساخته شد. در سال ۱۹۵۹، شرکت پرکین‌المر (Perkin Elmer Corp) یک آشکارساز یونش شعله را در فروکتومتر بخار خود نصب کرد.

## اصول کارکرد

تصویر شماتیک یک دستگاه آشکارساز یونش شعله: الف) لوله مویین. ب) جت پلاتین؛ ج) هیدروژن؛ د) هوا؛ ه) شعله؛ ج) یونها؛ ز) جمع‌کننده؛ ح) کابل کواکسیال به مبدل آنالوگ به دیجیتال؛ ج) پریز برق

عملکرد این آشکارساز بر اساس تشخیص یون‌هایی است که در جریان احتراق ترکیبات آلی در شعله هیدروژن ایجاد می‌شوند. تولید این یون‌ها با غلظت گونه‌های آلی در جریان گاز حامل متناسب است. اندازه‌گیری‌های آشکارساز مذکور معمولاً به عنوان «متان» گزارش می‌شوند که به معنی مقدار متانی است که همان پاسخ را ایجاد می‌کند. هیدروکربن‌ها به‌طور کلی دارای فاکتورهای پاسخ مولی هستند که برابر با تعداد اتم‌های کربن موجود در مولکول آن‌ها است. این در حالی است که ترکیبات اکسیژن‌دار و گونه‌های دیگر حاوی ناجوراتم دارای ضریب پاسخ کمتری هستند. مونوکسید کربن و دی‌اکسید کربن توسط آشکارساز یونش شعله قابل تشخیص نیست.

## مزایا و معایب
مزایا
این نوع آشکارساز به دلیل وجود مزایای فراوان به‌طور وسیعی در کروماتوگرافی گازی به کار می‌رود.
- هزینه: آشکارسازهای یونش شعله برای دستیابی و بهره‌برداری نسبتاً ارزان هستند.
- الزامات کم در نگهداری: این آشکارسازها به غیر از تمیز کردن یا جایگزینی جت FID نیاز به نگهداری کمی دارند.
- استفاده نامناسب: آشکارسازهای یونش شعله در برابر استفاده نامناسب نسبتاً مقاوم هستند.
- محدوده خطی بودن و تشخیص: آشکارساز یونش شعله می‌تواند غلظت ماده آلی در مقادیر بسیار پایین (۱۳-۱۰ گرم بر ثانیه) و بسیار بالا با دامنه پاسخ خطی از ۱۰۷ گرم بر ثانیه را تشخیص دهد.[۱]

## معایب
آشکارساز یونش شعله نمی‌تواند مواد معدنی و برخی از گونه‌های دارای اکسیژن زیاد را مانند روش‌های مادون قرمز و لیزر تشخیص دهد. در برخی از سیستم‌ها، مونواکسید و دی‌اکسید کربن را می‌توان در آشکارساز یونش شعله با استفاده از یک متانیزر، که یک بستر کاتالیست نیکل است و باعث کاهش CO و CO۲ به متان می‌شود، تشخیص داد. متانیزر به دلیل ناتوانی در کاهش ترکیبات به جز CO و CO۲ و تمایل به مسمومیت توسط مواد شیمیایی موجود در پساب‌های کروماتوگرافی گازی، کاربرد محدودی دارد. نقطه ضعف مهم دیگر این آشکارساز اکسید کردن تمامی ترکیبات با قابلیت اکسید شوندگی در مسیر شعله است. در این آشکارساز تمام هیدروکربن‌ها و ترکیبات اکسیژن‌دار به دی‌اکسید کربن و آب اکسید شده و سایر ناجوراتم‌ها طبق ترمودینامیک اکسیده می‌شوند. به همین دلیل آشکارسازهای یونش شعله در قطار آشکارساز آخرین قطعه هستند و نمی‌توانند برای کارهای مقدماتی مورد استفاده قرار گیرند.

## عملکرد
برای شناسایی این یون‌ها از دو الکترود استفاده می‌شود تا اختلاف پتانسیل ایجاد شود. الکترود مثبت به عنوان سر نازل که شعله در آن تولید می‌شود دو برابر می‌شود. الکترود منفی در بالای شعله قرار دارد. هنگامی که این آشکارساز برای اولین بار طراحی شد، الکترود منفی به شکل یک قطعه قطره اشکی شکل یا زاویه‌ای از جنس پلاتین بود. امروزه طراحی آن به صورت یک الکترود لوله‌ای تغییر یافته‌است که معمولاً به عنوان صفحه جمع‌کننده از آن یاد می‌شود؛ بنابراین یونها به صفحه جمع‌کننده جذب می‌شوند و با برخورد به صفحه، جریان را القا می‌کنند. این جریان به وسیله یک آمپرسنج مقاومت بالا اندازه‌گیری می‌شود و به یک انتگرال‌گیر منتقل می‌شود. نحوه نمایش دادهٔ نهایی بر اساس رایانه و نرم‌افزار متفاوت است. به‌طور کلی یک نمودار که دارای زمان در محور x و یون کل در محور y است نمایش می‌یابد.
اندازه‌گیری جریان تقریباً مطابق با نسبت اتم‌های کربن احیا شده در شعله است. به‌طور خاص چگونگی تولید یون‌ها درک نمی‌شود اما پاسخ آشکارساز با توجه به تعداد اتم‌های کربن (یون‌ها) که در هر واحد زمان به آشکارساز برخورد می‌نماید تعیین می‌شود. این موضوع باعث می‌شود که آشکارساز نسبت به جرم و نه غلظت حساس باشد. حساسیت جرمی بسیار مفید است زیرا پاسخ آشکارساز تا حد زیادی تحت تأثیر تغییر در سرعت جریان گاز حامل قرار نمی‌گیرد.

## توصیف یک آشکارساز عمومی
طراحی آشکارساز یونیزاسیون شعله از تولیدکننده تا تولیدکننده متفاوت است اما اصول طراحی مشابه است. معمولاً این آشکارساز به یک سیستم کروماتوگرافی گازی متصل است. گاز حامل از ستون کروماتوگرافی گازی (A) خارج شده و وارد گرم‌خانه (آون) آشکارساز (B) می‌شود. در حالی که گاز حامل به آشکارساز می‌رود، ابتدا با سوخت هیدروژن (C) و سپس با اکسیدان (D) مخلوط می‌شود. مخلوط سوخت / اکسیدان به حرکت ادامه می‌دهد تا سر نازل که در آن ولتاژ مثبت وجود دارد. این ولتاژ مثبت به دفع یون‌های کربن احیا شده توسط شعله (E) در اثر گاز زدایی کمک می‌کند. یونها (F) به سمت صفحات جمع‌کننده (G) که به یک آمپرسنج بسیار حساس متصل است رانده می‌شود تا یون‌های برخورد کرده به صفحات را تشخیص دهند. سپس سیگنال ایجاد شده به یک تقویت کننده، یکپارچه ساز و سیستم نمایشگر (H) ارسال می‌شود. محصولات شعله سرانجام از طریق درگاه اگزوز (J) از آشکارساز خارج می‌شود.